# Juan Andreu Candau
Juan Andreu Candau (Sevilla, Andalusia, 20 de gener de 1985) és un jugador d'handbol espanyol, ja retirat, que jugava en la posició de pivot.
Durant la seva carrera esportiva va jugar al BM Granollers (2004 - 2009), Ademar de León (2009 - 2012), TSV Hannover (2012 - 2015), Pays d'Aix Université Club Handball (2015 - 2019), Limoges Hand 87 (2019 - 2021) i Club Balonmano Triana (2021 - 2022).
En el seu palmarès destaca la Lliga dels Pirineus del 2007-08 i una medalla de bronze al Campionat d'Europa d'handbol de 2014.
Ha estat internacional amb la Selecció d'handbol d'Espanya, amb la qual va disputar 52 partits.